# Celní potok
Celní potok (německy  a na německém území Zottbach) je vodní tok v okrese Tachov v Plzeňském kraji a v zemském okrese Neustadt an der Waldnaab vládního obvodu Horní Falc v Bavorsku v Německu, pravostranný přítok řeky Pfreimd (česky Přimda).
Délka toku měří 28,9 km, z toho na českém území a na státní hranici 9,5 km, na německém území 19,4 km.
Plocha povodí činí 100,4 km², z toho na českém území 38,3 km², na německém 62,1 km².

## Průběh toku
Potok pramení na české straně Českého lesa (německy Oberpfälzer Wald) v nadmořské výšce 815 metrů. Jeho pramenná oblast se nachází v zalesněné krajině v katastrálním území Pavlův Studenec obce Lesná, severně od přírodní rezervace Křížový kámen v CHKO Český les. Pramen se nachází asi 400 metrů východně od státní hranice s Německem. Horní tok bývá někdy označován jako Zlatý potok. Českým územím teče potok nejprve východním a jihovýchodním směrem, později jižním. Západně od osady Stará Knížecí Huť se do něj zleva vlévá Huťský potok. Dále pokračuje potok ke státní hranici, kde v délce 0,13 km mezi hraničními znaky 19/12 – 19/16 tvoří státní hranici mezi Českem a Německem. Celý tok na českém území patří do chráněné rybí oblastí, kde je rybolov zakázán.
Východně od vesnice Schwanhof, místní části obce Georgenberg překračuje státní hranici a dále již pokračuje v zemském okrese Neustadt an der Waldnaab jako Zottbach. Směr toku se mění na západní a před vesnicí Neuenhammer, místní části obce Georgenberg se směr toku vrací k jižnímu. Protéká městem Pleystein, podtéká dálnici A6 a po necelém kilometru se zprava vlévá do Pfreimdu.

## Mlýny
Na Celním potoce stálo na českém území několik vodních mlýnů. Nejvýše položeným byl mlýn v Josefově Údolí, který byl součástí brusírny a leštírny skla. Dalším byl Braunův mlýn, který stál jižně od zaniklé obce Česká Ves, posledním byl Nový mlýn, který stál těsně u hranice s Bavorskem a byl ke konci 19. století přestavěn na leštírnu skla.